# Dược lý học
Dược lý học hay dược học (pharmacology) là một môn khoa học liên quan đến thuốc hay tác động của dược phẩm. Cụ thể hơn, nó là môn nghiên cứu về tương tác xảy ra giữa cơ thể sống và các hóa chất tác động tới chức năng hóa sinh bình thường và bất thường. Nếu một chất có các đặc tính thảo dược, chúng được gọi là có dược tính.
Lĩnh vực này bao trùm đặc tính và cấu thành của thuốc, thiết kế thuốc và chất tổng hợp, các cơ chế tế bào và phân tử, các cơ chế cơ quan/hệ cơ quan, dẫn truyền tín hiệu, chẩn đoán phân tử, tương tác thuốc, sinh hóa, trị liệu, và các ứng dụng y học và khả năng chống tác nhân gây bệnh. Hai phạm trù chính của dược học là dược động học (PK) và dược lực học (PD). Dược lực học nghiên cứu về các tác động của thuốc trên hệ cơ quan, còn dược động học nghiên cứu các tác động của cơ thể trên thuốc. Nói nghĩa rộng, dược lực học bàn về các hóa chất và thụ thể sinh học, còn dược động học bàn về sự hấp thu, phân phối, trao đổi chất, và đào thải của các hóa chất khi ở trong hệ sinh học.

## Định nghĩa

### Theo định nghĩa cổ điển
Dược lý học là môn khoa học nghiên cứu thuốc men; bao gồm các kiến thức về
- Nguồn gốc;
- Thành phần hóa học, tính chất lý, hoá;
- Sự hấp thu, khuếch tán và phân bố vào các mô, chuyển hoá, thải trừ trong cơ thể;
- Cơ chế tác dụng, tác dụng có ích, tác dụng có hại và các tương tác;
- Áp dụng điều trị: chỉ định, cách dùng - liều lượng và chống chỉ định.

### Theo định nghĩa hiện đại
Dược lý học là môn khoa học nghiên cứu về thuốc trên 2 lĩnh vực chính:
- Dược lý cơ bản: nghiên cứu mối liên quan giữa thuốc và cơ thể, gồm có dược động học (pharmacokinetics), dược lực học (pharmacodynamics) và độc chất dược học (pharmacotoxicology).
- Dược lý áp dụng: nghiên cứu cách vận dụng dược lý cơ bản trong điều trị, gồm có dược đồ (pharmacography) và dược trị liệu (pharmacotherapeutics).

## Phân loại

### Phân loại theo đối tượng điều trị
- Dược lý nhi khoa
- Dược lý lão khoa
- Dược lý phụ khoa
- Dược lý nam khoa

### Phân loại dựa vào cơ chế tác động của thuốc
- Dược lý di truyền
- Dược lý miễn dịch
- Dược lý phân tử

### Phân loại theo các nhóm thuốc nghiên cứu
- Thuốc tác động trên bộ máy tiêu hoá
  - Thuốc trị loét dạ dày
  - Thuốc nhuận tràng
  - Thuốc trị tiêu chảy
  - Thuốc làm tan sỏi mật
  - Thuốc trị bệnh trĩ
  - Thuốc chống nôn
  - Thuốc gây nôn
  - Thuốc tẩy ruột
  - Thuốc trị lỵ amip
- Thuốc tác động trên máu và hệ tạo máu
  - Thuốc trị rối loạn đông máu: thuốc chống huyết khối, thuốc chống chảy máu.
  - Thuốc trị thiếu máu
- Thuốc tác động trên hệ tim mạch
  - Thuốc trị tăng huyết áp
  - Thuốc trị suy tim
  - Thuốc trị loạn nhịp tim
  - Thuốc chống cơn đau thắt ngực
  - Thuốc lợi tiểu
  - Thuốc làm giảm lipid huyết tương
- Hormon và thuốc điều chỉnh rối loạn nội tiết tố
  - Hormon vùng dưới đồi và hormon tuyến giáp
  - Hormon tuyến giáp và các thuốc kháng giáp
  - Hormon tuyến tụy và các thuốc điều trị tiểu đường
  - Hormon vỏ thượng thận và các dẫn chất tổng hợp
  - Hormon sinh dục nam
  - Hormon sinh dục nữ
  - Thuốc viên tránh thai
- Chất kháng khuẩn toàn thân
  - Kháng sinh
  - Thuốc chống nấm
  - Thuốc kháng virus
  - Huyết thanh miễn dịch và globulin miễn dịch
  - Vaccine
- Thuốc chống ký sinh trùng, diệt sâu bọ
  - Thuốc diệt giun sán
  - Thuốc diệt nguyên sinh động vật: thuốc diệt amib, thuốc trị sốt rét,...
  - Thuốc diệt ngoại ký sinh trùng bao gồm cả ghẻ
- Thuốc chống ung thư và điều hoà miễn dịch
  - Thuốc chống ung thư: tác nhân alkyl hoá, thuốc kháng chuyển hoá, thuốc chống phân bào, kháng sinh trị ung thư,…
  - Thuốc điều hoà miễn dịch: các cytokine, interferon, interleukine,...
  - Thuốc ức chế miễn dịch
- Thuốc tác động trên hệ cơ xương
  - Thuốc chống viêm và chống thấp khớp
  - Thuốc điều trị bệnh gout
  - Thuốc điều trị các bệnh về xương, rối loạn hệ cơ xương
- Thuốc tác động trên hệ thần kinh trung ương
  - Thuốc mê
  - Thuốc tê
  - Thuốc an thần, gây ngủ
  - Thuốc giảm đau opiod và các thuốc kháng opioid
  - Thuốc trị rối loạn tâm thần: thuốc chống trầm cảm, thuốc chống hưng cảm
  - Thuốc chống động kinh
  - Thuốc chống parkinson và các rối loạn vận động khác
- Thuốc tác động trên hệ thần kinh thực vật
  - Thuốc kích thích hệ giao cảm
  - Thuốc ức chế hệ giao cảm
  - Thuốc kích thích hệ phó giao cảm
  - Thuốc ức chế hệ phó giao cảm
- Thuốc tác động trên hệ hô hấp
  - Thuốc chống hen
  - Thuốc ho
- Các vitamin và khoáng chất
  - Các vitamin tan trong nước
  - Các vitamin không tan trong nước
  - Các khoáng chất
- Histamin và các thuốc kháng histamin
- Thuốc giải độc

## Lịch sử và triển vọng

### Các điểm khởi đầu của dược lý học
Ngay từ đầu thế kỷ 19, các thử nghiệm về dược lý đã được tiến hành: thí nghiệm trên chó của François Magendie về tác động của nux-vomica và phát hiện ra tuỷ sống là vị trí gây ra sự co giật, phát hiện của Claude Bernard nhựa độc curare (tẩm trên các mũi tên) gây giãn cơ vào năm 1842. Cũng vào thời gian này, song song với sự phát triển của ngành hoá học, sinh lý học và bệnh học, quá trình tinh chế các chất từ cây cỏ thiên nhiên diễn ra ngày càng phổ biến hơn như morphin được phân lập từ nhựa thuốc phiện (Papaver somniferum), thuốc chống sốt rét quinidin được phân lập từ vỏ cây Canh-ki-na (Cinchona officinalis). Các sự kiện trên tạo động lực to lớn cho sự phát triển của dược liệu học truyền thống từ chỗ chỉ nghiên cứu nguồn gốc và áp dụng điều trị của hợp chất chữa bệnh thành một ngành khoa học thực nghiệm mới nghiên cứu tác động sinh lý của các hợp chất này.
Đến năm 1847 khi Rudolf Buchheim được cử làm giảng viên đầu tiên đào tạo về dược lý học tại trường đại học Dorpat ở Estonia là sự kiện quan trọng đánh dấu sự ra đời của ngành dược lý học vào năm 1847. Tuy nhiên không phải Bucheim mà người học trò của ông là Oswald Schmiedeberg (1838–1921) mới là người được xem là ông tổ của ngành dược lý học hiện đại. Schmiedeberg là giảng viên dược lý tại trường đại học Strassburg với các công trình nghiên cứu về dược lý của cloroform và cloral hydrat, phát hiện tác dụng của muscarin tương tự khi kích thích dây thần kinh phế vị và tính chất gây mê của urethane. Schmiedeberg xuất bản cuốn sách "Nguyên tắc cơ bản của dược lý học" vào năm 1885. Trong 46 năm giảng dạy tại trường Schmiedeberg đào tạo phần lớn giảng viên dược lý cho toàn nước Đức.
Ở Hoa Kỳ, đội ngũ giảng viên dược lý đầu tiên được thiết lập tại trường đại học Michigan vào năm 1890 do John Jacob Abel là một học trò của Schmiedeberg. Các thành tựu trong nghiên cứu của Abel là phân lập epinephrine từ tuyến thượng thận, phân lập histamine từ tuyến yên (1919) và tinh chế insulin kết tinh (1926).

### Từ thử nghiệm trên động vật đến thử nghiệm trên người
Các thử nghiệm dược lý học trong thời gian đầu chủ yếu được thực hiện trên động vật thí nghiệm. Thử nghiệm trên người đầu tiên được thực hiện bởi một dược sĩ người Đức Friedrich Serturner khi ông và ba người bạn tự nguyện uống liều lớn morphin (100 mg) phân lập từ nhựa thuốc phiện. Cả bốn người đều bị xuất hiện các triệu chứng ngộ độc thuốc phiện trong vài ngày.
Mùa đông năm 1961, "Thảm hoạ Thalidomid" làm rung chuyển toàn châu Âu khi hàng loạt đứa bé quái thai do đẻ non ở những người mẹ dùng Thalidomid. Sau sự kiện Thalidomid, Hoa Kỳ và các nước thắt chặt hơn nữa các quy định về cấp giấy phép lưu hành cho các thuốc trong đó kết quả thử nghiệm lâm sàng là một tiêu chuẩn quan trọng.
Ngày nay các thử nghiệm dược lý trên người chỉ được phép ở giai đoạn 1 thử nghiệm lâm sàng nhằm tìm hiểu cơ chế tác dụng của thuốc trên cơ thể người, phạm vi liều an toàn trên người và để loại bỏ bất kỳ một phản ứng độc tính thông thường nào ở mức cao nhất. Thử nghiệm dược lý lâm sàng chỉ được thực hiện sau khi đã qua giai đoạn thử nghiệm tiền lâm sàng, có đầy đủ các tài liệu chứng minh tính hiệu quả, an toàn, nghiên cứu về độc tính trường diễn,… do một hội đồng khoa học có thẩm quyền xác nhận. Tiêu chuẩn quan trọng cho thử lâm sàng trên người là phải thực hiện theo mô hình thử nghiệm lâm sàng ngẫu nhiên có kiểm soát (RCT - Randomized Clinical Trial) trong đó các người tình nguyện dùng thuốc cần được kiểm soát chặt chẽ.

### Các thành tựu và thách thức
Vào năm 1897, nhà hoá học Felix Hoffmann tổng hợp thành công acid acetyl salicylic và được hãng Bayer đăng ký sở hữu công nghiệp với thương hiệu aspirin với chỉ định hạ sốt, giảm đau. Aspirin sau đó đã trở thành một thuốc sử dụng phổ biến trên toàn thế giới. Hơn một thế kỷ kể từ sự kiện trên, ngành dược lý học đã có những bước tiến to lớn và đã phát hiện ra nhiều tác dụng của nhiều thuốc mới quan trọng góp phần quan trọng cải thiện cuộc sống con người. 
- Các bệnh nhiễm khuẩn được đẩy lùi nhờ phát hiện ra tác dụng kiềm khuẩn của các sulphamid và tác dụng kháng khuẩn của kháng sinh...
- Chất lượng sức khoẻ con người nâng cao do sự phát triển không ngừng của các nhóm thuốc điều trị bệnh mạn tính như tăng huyết áp, tiểu đường, viêm khớp dạng thấp,...
- Một số thành công trong điều trị bằng phương pháp hoá trị liệu đem lại những hy vọng mới với các bệnh nhân ung thư...
- Với sự kiện giải thích được cơ chế tác dụng của aspirin do John Vane vào năm 1971, "ông lão" aspirin đã được hồi xuân với "sự chào đời" tại khoa tim mạch với tác dụng phòng chống đau thắt ngực do huyết khối cho thấy không chỉ khám phá ra các thuốc mới, ngành dược lý còn phát hiện ra những chỉ định mới cho những thuốc đã sử dụng phổ biến. Sulphasalazin với các chỉ định mới trong bệnh viêm khớp dạng thấp cũng là một ví dụ tương tự.

Tuy nhiên, ngành dược lý học còn phải đối mặt với những thử thách to lớn như sự hạn chế trong việc ngăn chặn sự phát triển của đại dịch HIV/AIDS, sự tăng nhanh của các bệnh ung thư, tỷ lệ kháng kháng sinh tăng cao,... Đây là các thử thách khó khăn đồng thời cũng là các cơ hội cho các nghiên cứu nhằm phát triển, hoàn thiện không ngừng ngành khoa học này.